# Marie Le Masson Le Golft

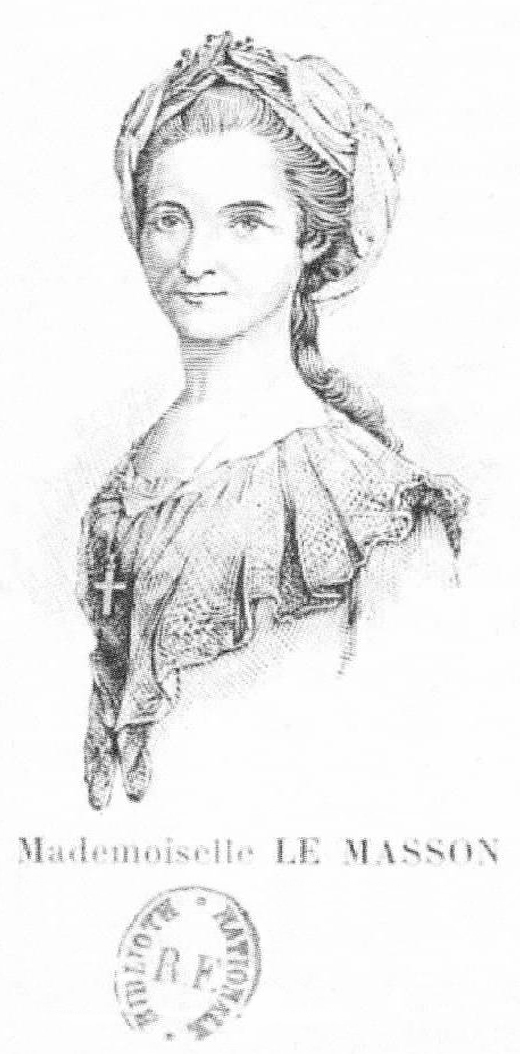
Marie Le Masson le Golft

Marie Le Masson Le Golft, född 1749, död 1826, var en fransk naturforskare. 
Hon var elev till Jacques-François Dicquemare, som var en vän till hennes far. Hon arbetade som lärare i geografi och teckning i Rouen, och publicerade flera vetenskapliga skrifter om bland annat utbildning och naturlära. Hon upprätthöll också en livlig vetenskaplig korrespondens, som gjorde henne internationellt välkänd. 
Hon var den enda kvinnliga medlemmen i Cercle des Philadelphes, den vetenskapliga akademien i Saint-Domingue, i vilken hon var aktiv genom brev. Hon var också medlem av en rad andra akademiska sällskap, bland dem Société royale de Bilbao och l’Académie royale d’Éducation de Madrid. 
Verk
- Entretien sur Le Havre, Le Havre, chez les libraires, 1781.
- Balance de la nature, Paris, chez Barois l’aîné, 1784 (rééditée par Marc Décimo, Préface La femme qui notait la Nature, Les presses du réel, 2005)
- Esquisse d’un tableau général du genre humain, planisphère imprimé par Moithey, ingénieur-géographe du roi, 1787.
- Le Havre au jour le jour de 1778 à 1790, Éd. Philippe Manneville, Rouen, Société de l’histoire de Normandie, 1999 (procure les Annales de la ville du Havre rédigées par Marie Le Masson Le Golft entre 1778 et 1790, ainsi que des extraits de l'Entretien sur Le Havre.)
- Lettres relatives à l’éducation, Paris, Buisson, 1788